# プラスチック着色剤
プラスチック着色剤（英語: Plastic colorants）はプラスチックを着色するために用いられる染料や顔料の形態をした化合物である。着色されるポリマー樹脂の種類によって着色料は使い分けられ、ポリカーボネート、ポリスチレン、非晶ポリアリレートの着色では染料が、ポリオレフィンの着色には顔料が主に用いられる。

プラスチック着色剤は着色される樹脂と化学的に適合したものであり、標準色の規格に合致し、製造過程で加えられる熱や力に化学的に安定であり、製品の耐久性に影響を与えないものである必要がある。
プラスチック化合物が製品に加えられると、イリデセンスや蛍光、燐光、サーモクロミズム、フォトクロミズム、金属のような性質が表れるなどその性質により様々な影響が製品に及ぼされる。
また、製品中での化学式もその製品により異なる。
プラスチックの成型において着色する方法には、マスターバッチや、表面の塗装、有色の樹脂の使用などの方法がある。

## 例
| 着色剤               | 分類             | 種類 |
| -------------------- | ---------------- | ---- |
| ジアリライド顔料     | アゾ染料系       | 顔料 |
| ズダン染料           | アゾ染料系       | 染料 |
| オイルブルーA        | アントラキノン系 | 染料 |
| ディスパースレッド11 | アントラキノン系 | 染料 |